# Joe Adler
Joe Adler (nacido el 29 de marzo de 1993) es un actor estadounidense, conocido por interpretar el papel de Zart en The Maze Runner y de Jason Wylie en El mentalista.

## Filmografía

### Películas
| Año  | Título                    | Papel           | Nota(s) |
| ---- | ------------------------- | --------------- | ------- |
| 2011 | Prom                      | Rolo            |         |
| 2013 | The Day I Finally Decided |                 |         |
| 2014 | The Maze Runner           | Zart            |         |
| 2020 | The Bloodhound            | Jean Paul Luret |         |

### Series de televisión
| Año       | Título                                                    | Papel            | Nota(s)                                |
| --------- | --------------------------------------------------------- | ---------------- | -------------------------------------- |
| 2010      | Detroit 1-8-7                                             | Cliff Rouse      | 1 episodio                             |
| 2010      | NCIS                                                      | Matthew Gray     | 1 episodio                             |
| 2011      | Field of Vision                                           | Cory Kimble      | Película de televisión                 |
| 2012      | Bones                                                     | Junior Babcock   | 1 episodio                             |
| 2012      | Modern Family                                             | Aidan Schwartz   | 1 episodio                             |
| 2013      | Workaholics                                               | High School Jerk | 1 episodio                             |
| 2012      | CSI: Crime Scene Investigation                            | Jeremy Douglass  | 1 episodio                             |
| 2012–2014 | Shameless                                                 | Colin Milkovich  | 3 episodios                            |
| 2013–2015 | El mentalista                                             | Jason Wylie      | 26 episodios                           |
| 2015      | Criminal Minds                                            | Danny Lee Stokes | 1 episodio                             |
| 2015-     | Grey's Anatomy                                            | Isaac Cross      | 14 episodios                           |
| 2016      | Chicago P.D.                                              | Gerald Dougherty | 1 episodio                             |
| 2017      | Twin Peaks                                                | Roger            | 3 episodios                            |
| 2017–2018 | Damnation                                                 | DL Sullivan      | 10 episodios                           |
| 2018      | The Assassination of Gianni Versace: American Crime Story | Jerome Gentes    | Episodio: «The Man Who Would Be Vogue» |
| 2021      | The Rookie                                                | Dan Marcie       | Episodio: «Crimen verdadero»           |